# Дакутэн
Дакутэн (яп. 濁点) или нигори (яп. 濁り) — диакритический знак в японской слоговой азбуке кана, который используется для озвончения глухих согласных слогов. Одинаково применяется как в хирагане, так и в катакане.
Например: た (та) → だ (да), し (си) → じ (дзи) (хирагана); ク (ку) → グ (гу), ヘ (хэ) → ベ (бэ) (катакана).
В редких случаях, например в манге, для усиления экспрессии может писаться над кандзи или над знаками для отдельных гласных.